# Маквелунг, Роуз
Роуз Каумаи Маквелунг (1912 — 1985) — педагог, политический деятель острова Кусаие в Федеративных Штатах Микронезии. Её называют «матерью образования в Кусаие».

## Ранняя жизнь и образование
Роуз Маквелунг родилась на Кирибати в 1912 году. Когда ей было три года, её усыновила американская миссионерка Джесси Ребекка Хоппин, которая обучала её родителей в миссионерской школе. Прожив с приёмной матерью на атолле Джалуит и острове Кусаие, в 1922 году Роуз отправилась в США, где завершила образование в Калифорнии.

## Карьера
Маквелунг называют «основательницей формального образования» на острове Кусаие. Хотя её уговаривали остаться в Соединённых Штатах, где говорили, что «даже несмотря на то, что у вас тёмная кожа», её могли бы принять в школу медсестёр, в 1932 году она вернулась в родную Микронезию, где сначала преподавала на Джалуите, а затем в протестантской миссионерской школе Мвот на Кусаие. Проведя там восемь лет, далее она три года преподавала в островной японской школе.
В послевоенный период Маквелунг взяла на себя значительную роль в системе образования Кусаие, разработав программу подготовки учителей и создав общеостровную школьную систему. В 1947 году она стала директрисой школ острова. Затем, в 1952 году, она стала руководительницей образования для взрослых в Понпеи.
Она продвигала роль женщин в микронезийском обществе; в 1971 году она говорила: «Если вы спросите меня, в чём больше всего нуждается Микронезия, ответ будет таким: нам нужно больше образованных женщин». Одно местное издание описало её как «первую микронезийскую женщину, которая сделала общественную карьеру в дополнение к традиционной роли домохозяйки».
Маквелунг стала широко известна своей работой за пределами Кусаие, особенно на Понпеи и Маршалловых островах. Она работала над созданием женских организаций по всему региону, в том числе Женской ассоциации Понапе в 1955 году, а начиная с 1957 года она работала экономической и политической советницей администратора округа Понапе, в который в то время входил Кусаие. С 1965 года до выхода на пенсию в 1974 году она работала районной уполномоченной по делам женщин. Она также ездила по всему миру на различные семинары и конференции, в том числе как первая женщина, получившая стипендию Организации Объединённых Наций в области общественного развития в 1964 году.

## Поздние годы, смерть и наследие
Несмотря на строгое христианское воспитание и многолетнюю работу в миссионерских школах, Маквелунг со временем перешла в веру бахаи. Она вышла на пенсию в Кусаие, где и умерла в 1985 году в возрасте 73 лет.
В 1994 году новая публичная библиотека в Тофоле на Кусаие, была названа в её честь Библиотекой Роуз Маквелунг.